# Sphenomorphus meyeri
Espèce
Synonymes
- Lygosoma meyeri Doria, 1875
- Hinulia papuensis Macleay, 1877

Sphenomorphus meyeri est une espèce de sauriens de la famille des Scincidae.

## Répartition
Cette espèce se rencontre en Nouvelle-Guinée, aux îles Raja Ampat et aux îles Aru.

## Étymologie
Cette espèce est nommée en l'honneur d'Adolf Bernard Meyer (1840-1911).

## Publication originale
- Doria, 1875 "1874" : Enumerazione dei rettili raccolti dal Dott. O. Beccari in Amboina, alle Isole Aru ed alle Isole Kei durante gli Anni 1872-73. Annali del Museo Civico di Storia Naturale di Genova, vol. 6, p. 325-357 (texte intégral).